# Дадиља Макфи и велики прасак
Дадиља Макфи и велики прасак (енгл. Nanny McPhee and the Big Bang) је драмедијски и фантастични филм из 2010. године, у режији Сузане Вајт, по сценарију Еме Томпсон. Наставак је филма Дадиља Макфи, а темељи се на роману Дадиља Матилда Кристијане Бранд. Главне улоге глуме: Томпсонова, Меги Џиленхол, Ејса Батерфилд, Рис Иванс и Меги Смит.
Приказан је 2. априла 2010. у Уједињеном Краљевству, односно 20. августа у САД. Добио је позитивне критике критичара и зарадио 93,2 милиона долара уз буџет од 35 милиона долара.

## Радња
Овога пута дадиља Макфи се појављује у кући забринуте младе мајке, Изабел Грин, која покушава да води породично имање док јој је муж у рату. Али када дође на имање, дадиља Макфи схвата да деца госпође Грин воде свој рат против два размажена рођака из града који су се управо доселили и одбијају да оду. Ослањајући се на све, од летећег мотора, статуе која оживљава и прасета које се пење по дрвећу до младунчета слона које се појављује на најчуднијим местима, дадиља Макфи ће смислити праву формулу како би њени штићеници научили пет нових лекција.

## Улоге
| Глумац              | Улога             |
| ------------------- | ----------------- |
| Ема Томпсон         | дадиља Макфи      |
| Меги Џиленхол       | Изабел Грин       |
| Рис Иванс           | Фил Грин          |
| Ејса Батерфилд      | Норман Грин       |
| Лил Вудс            | Мегзи Грин        |
| Оскар Стир          | Винсент Грин      |
| Ерос Влахос         | Сирил Греј        |
| Роузи Тејлор Ритсон | Силија Греј       |
| Меги Смит           | Агата Роуз Доерти |
| Јуан Макгрегор      | Рори Грин         |
| Рејф Фајнс          | лорд Греј         |
| Сем Кели            | Алџером Доерти    |
| Шинејд Метјуз       | госпођица Топси   |
| Кејти Бранд         | госпођица Турви   |
| Бил Бејли           | фармер Макриди    |
| Нонсо Анози         | Ралф Џефриз       |
| Данијел Мејс        | Бленкинсоп        |
| Ед Стопард          | поручник Адис     |
| Тоби Сеџвик         | пилот             |